# Maliattha ritsemae
Maliattha ritsemae är en fjärilsart som beskrevs av Pieter Cornelius Tobias Snellen 1880. Maliattha ritsemae ingår i släktet Maliattha och familjen nattflyn. Inga underarter finns listade i Catalogue of Life.